# Ryūichi Dōgaki
Ryūichi Dōgaki (japanisch 堂柿 龍一 Dōgaki Ryūichi; * 8. Januar 1988 in der Präfektur Osaka) ist ein japanischer Fußballspieler.

## Karriere
Dōgaki erlernte das Fußballspielen in der Schulmannschaft der Kwansei Gakuin High School. Seinen ersten Vertrag unterschrieb er 2006 bei Cerezo Osaka. Der Verein spielte in der höchsten Liga des Landes, der J1 League. Am Ende der Saison 2006 stieg der Verein in die J2 League ab.